# Boyacá (Boyacá)
Boyacá es un municipio colombiano situado en la provincia de Márquez, en el departamento de Boyacá. Según el censo de 2018, tiene una población de 5089 habitantes. Dista 15 km de la ciudad de Tunja, capital departamental.

## Toponimia
El nombre de Boyacá es de origen chibcha. Boica significa “cercado del cacique” o “región de mantas”; boy significa “manta” y ca, “cercado, fortaleza o mansión del Soberano”.

## Historia
La localidad fue fundada por Gonzalo Jiménez de Quesada el 8 de agosto de 1537. Las crónicas de fray Pedro de Aguado y de fray Alonso de Zamora narran que los españoles llegaron a esta región en busca de minas de esmeraldas en un poblado llamado "Boica".
Para esta misma época el zaque Aquimín, jefe de Boica, ya se había rendido a las huestes de los españoles y abrazó la religión católica en 1540, año en el cual se pretendía casar con la hija del cacique de Gámeza. Boica intentó rebelarse contra los peninsulares, pero su intento falló cuando Hernán Pérez de Quesada ordenó degollar en Tunja al zaque, al cacique y a otros seis indígenas más.

## Geografía
Se encuentra en la Cordillera Oriental, localizado en el centro del departamento de Boyacá, muy cercano a su capital. El clima predominante es frío y su temperatura media es de 15 °C.

### Límites
| Noroeste: Tunja       | Norte: Tunja  | Nordeste: Soracá   |
| Oeste: Ventaquemada   |               | Este: Soracá       |
| Suroeste: Nuevo Colón | Sur: Jenesano | Sureste: Ramiriquí |

## Ecología
Hace unos 60 u 80 años tenía aún bosque; la región estaba cubierta por bosque natural primario, que ha ido desapareciendo. Tiene tres unidades estructurales de vegetación: subpáramo antrópíco intervenido, bosque secundario, rastrojos y bosque introducido.

## Economía
Su economía se basa en la agricultura y la ganadería. Predominan los cultivos transitorios de maíz, papa, frijol, haba, arracacha, cebolla cabezona, arveja, garbanzo, zanahoria. Pero también hay cultivos perennes como manzanas, curuba, pera, durazno, uchuva, lulo, ciruela, tomate de árbol y mora. Los principales cultivos se conviven entre perennes y transitorios, los primeros con periodo vegetativo que van de tres meses a un año. 
Produce unas 4800 toneladas de papa al año, de las cuales comercializa el 70 % en Tunja, el 15% en Ramiriquí, el 10% en Bogotá y un 5% en diferentes mercados nacionales como Bucaramanga y Sogamoso.
La mayor producción del cultivo de papa lo generan las veredas de Huerta Grande y Huerta Chica y Soconsaques.
La arracacha se convierte en la segunda producción en extensión y cantidad de producto. La producción anual alcanza unas 1500 toneladas en promedio. La comercialización de este producto se asemeja a la comercialización de la papa. Y en otros cultivos como zanahoria, frutas, verduras y otros se estima un total de 1700 toneladas. 
Otro de los cultivos fundamentales en la economía campesina es el fique. De este se derivan algunas artesanías, especialmente lo relacionado con las alpargatas, de las cuales hace algunos años las familias tenían su fuente se subsistencias.

## Movilidad

### Terrestres
Pasa por la Ruta Nacional 60 desde Tunja ya sea al sur en el intercambiador de la Avenida Circunvalar Este o al norte por la Avenida Los Patriotas (Calle 14) hasta Soracá y luego descender al sur hasta el casco urbano boyacense que también continua hasta el municipio de Páez de lejos al suroeste.

### Fluviales
El principal río es el río Boyacá, que nace en el páramo de Teatinos, en territorio de Ventaquemada. Llevan sus aguas a este río los arroyos Tobayá, Neme, San Isidro y El Arzobispo. Sigue hacia el oriente; se une con el río Guaya, que desciende de Ramiriquí, después con los ríos Turmeque y El Bosque, y todos reunidos forman el río Garagoa. Con este último desemboca en el Upía.

## Galería

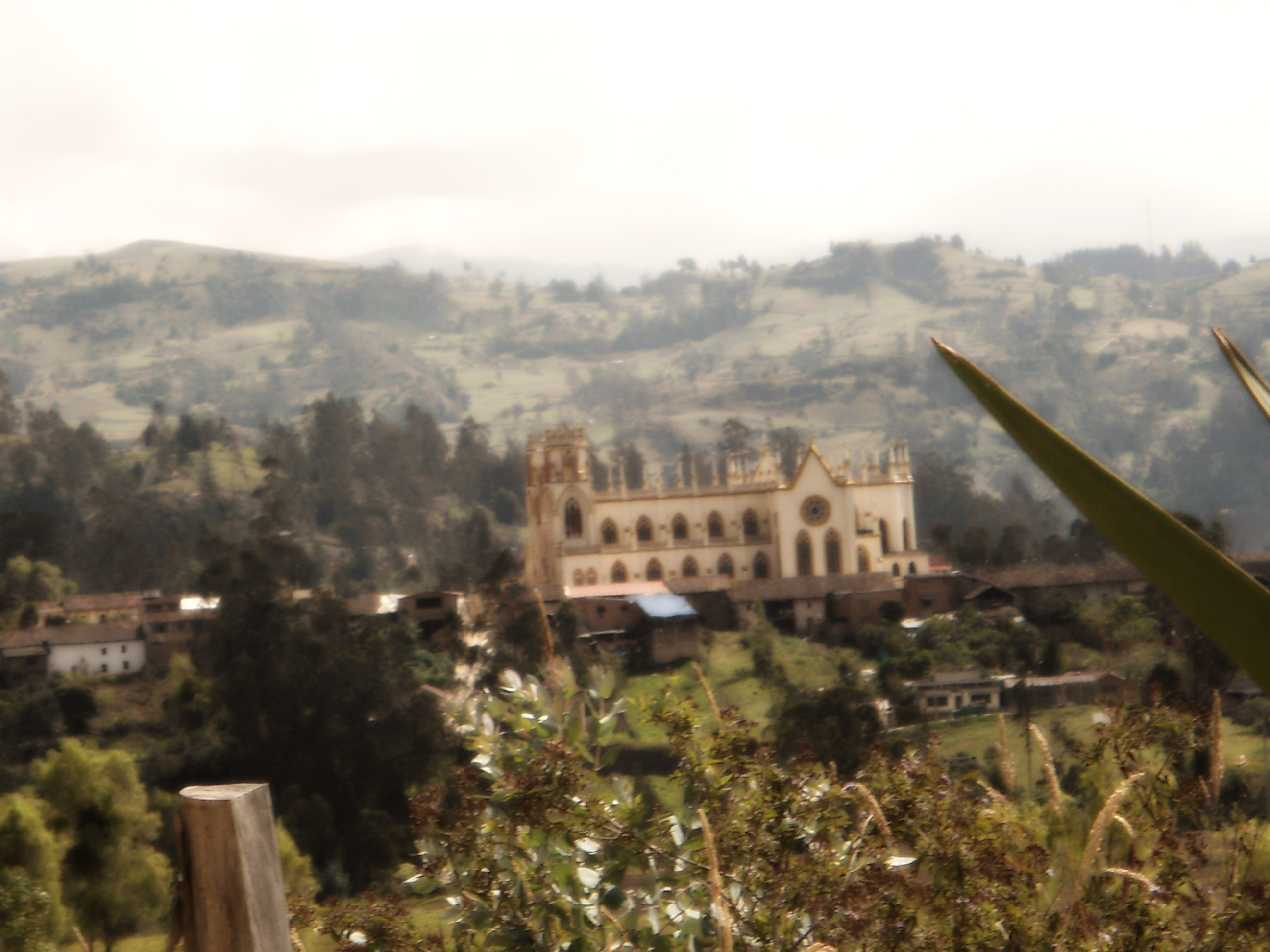
Vista desde lejos de la iglesia
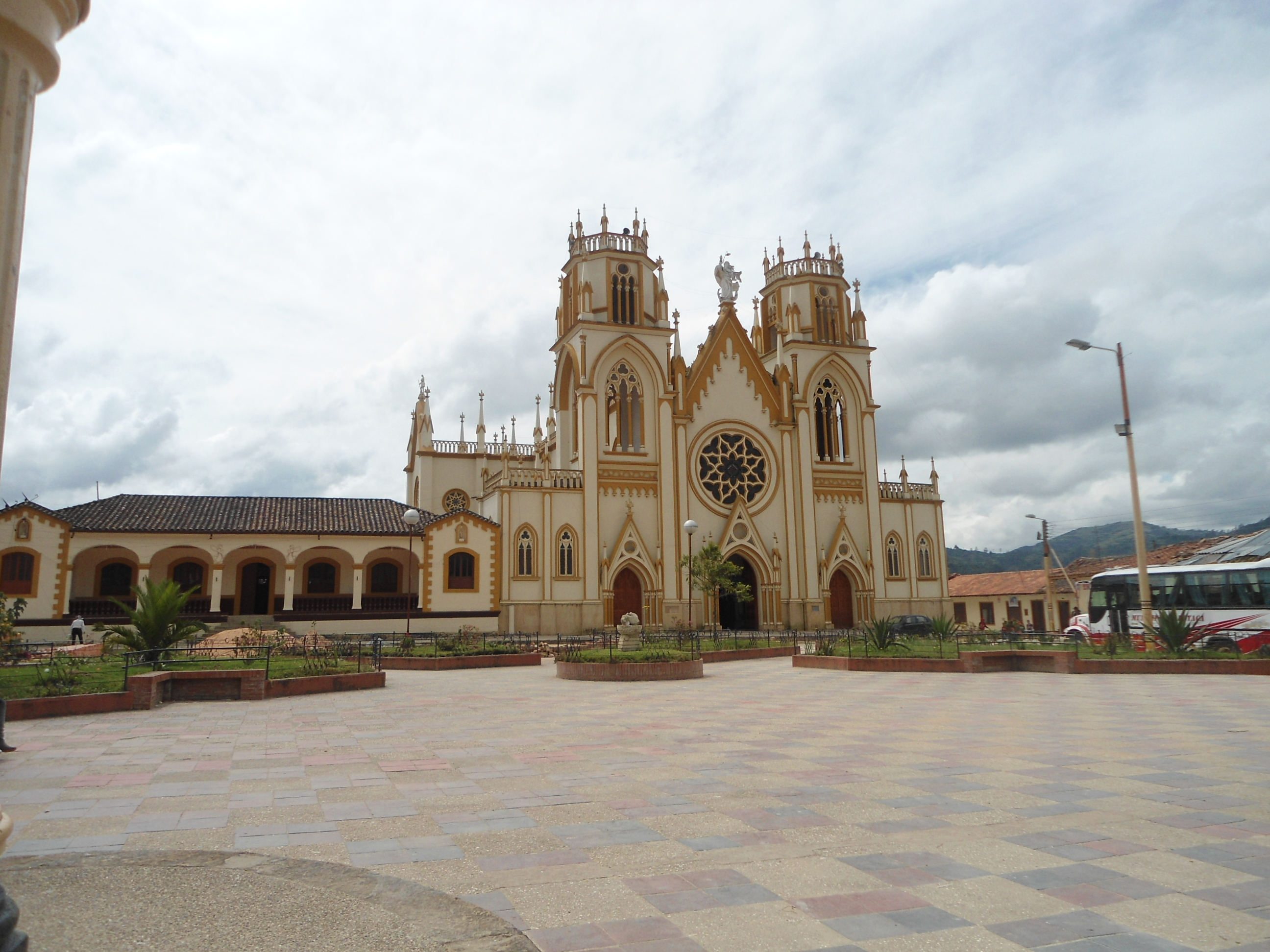
Iglesia y parque
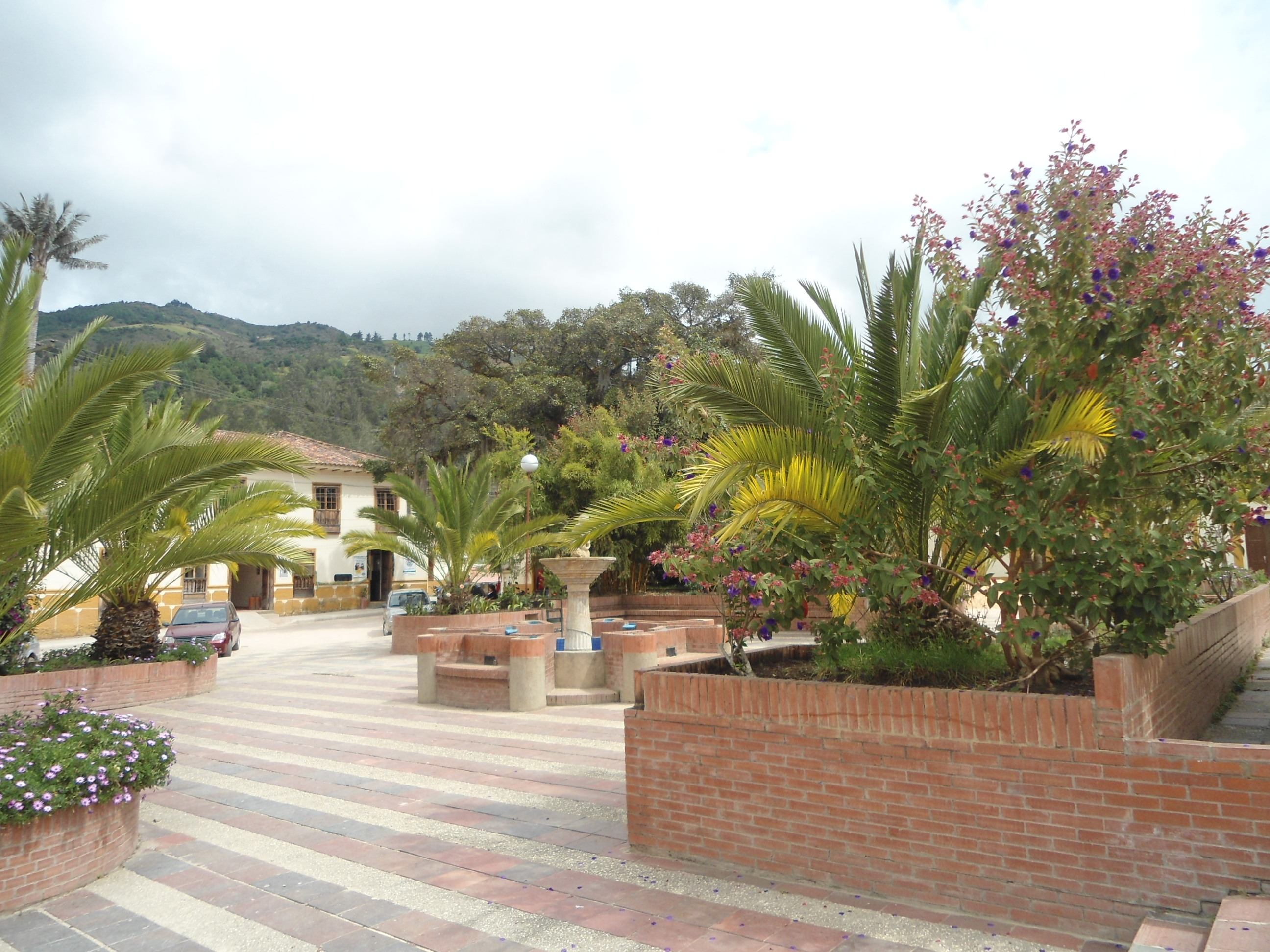
Parque
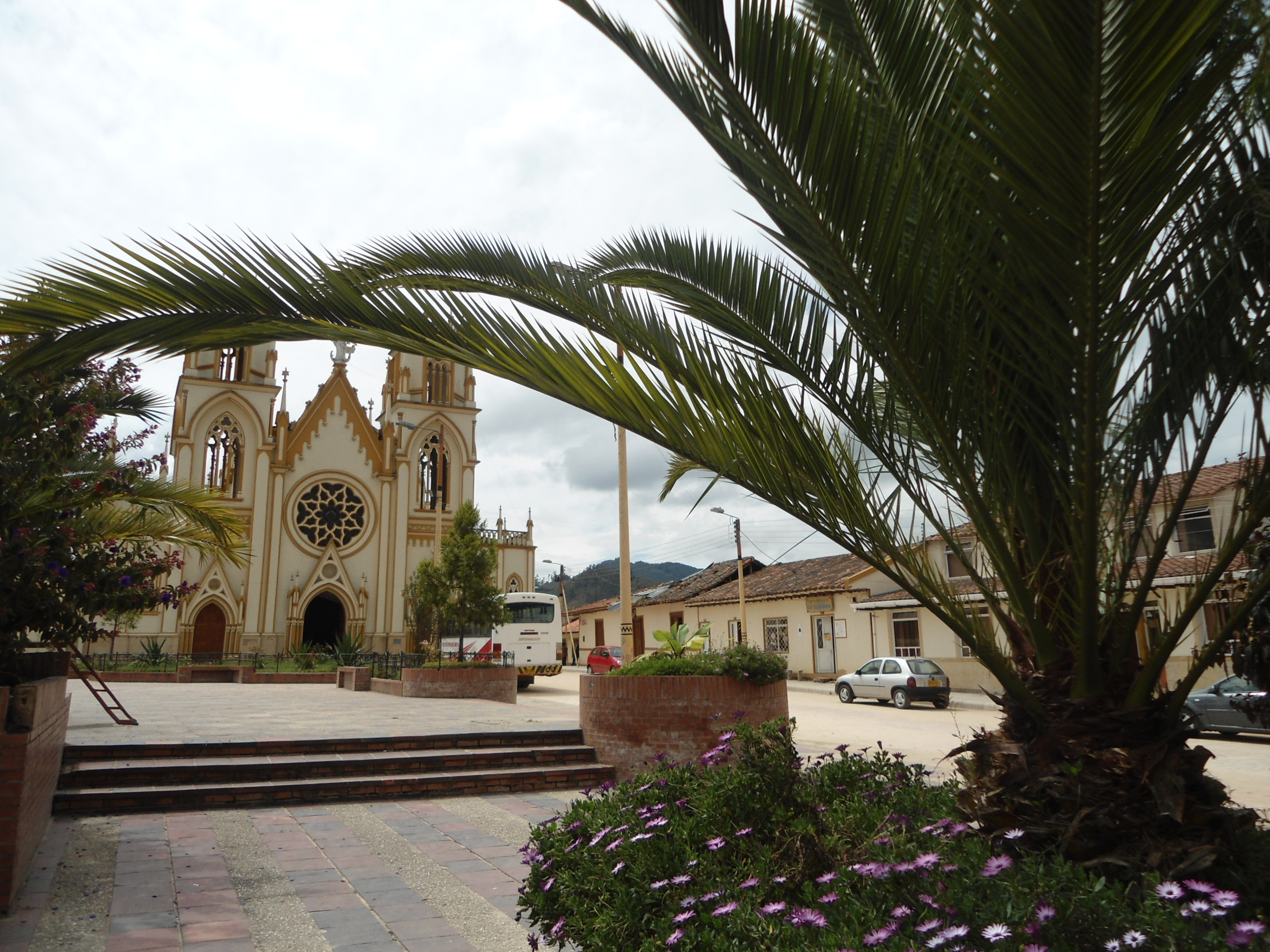
Iglesia y parque principal
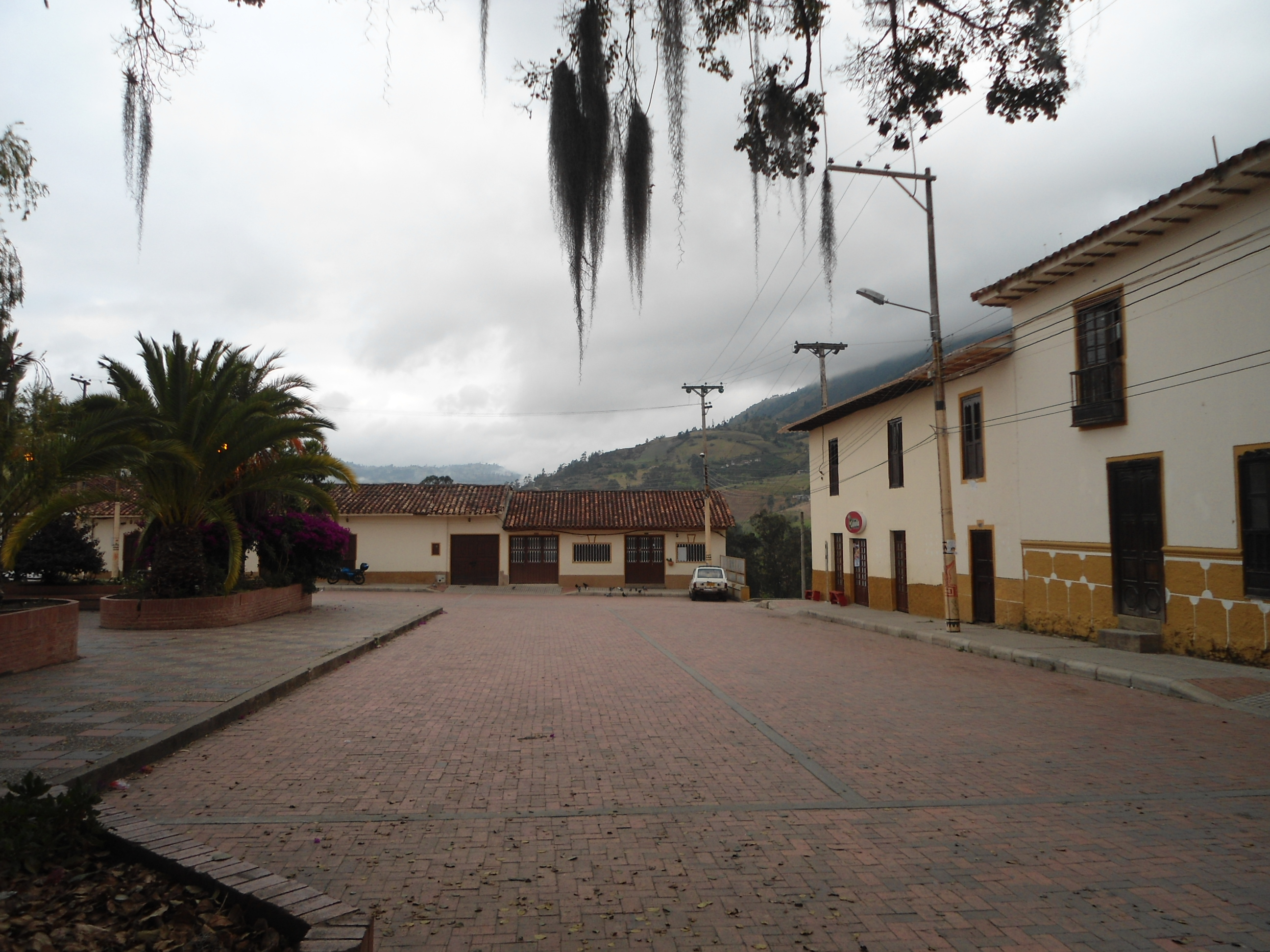
Calle